# Akyttara mahnerti
Akyttara mahnerti är en spindelart som beskrevs av Rudy Jocqué 1987. Akyttara mahnerti ingår i släktet Akyttara och familjen Zodariidae.
Artens utbredningsområde är Kenya. Inga underarter finns listade i Catalogue of Life.